# سوزانا بوردوني
سوزانا بوردوني (ولدت في 9 سبتمبر 1981 في ميلانو بإيطاليا )هي متسابقة ومروضة خيول أولمبية إيطالية.   شاركت في دورتين من الألعاب الأولمبية الصيفية (في عامي 2004 و2008 ). جاءت أفضل نتائجها الأولمبية في عام 2008 عندما احتلت المركز الخامس في المحاكمة والمركز 23 في المسابقات الفردية. 
شاركت بوردون أيضًا في ثلاث ألعاب عالمية للفروسية (في أعوام 2002 و2006 و2010 )، وفي خمس بطولات أوروبية للفروسية (في أعوام 2003 و2005 و2007 و2009 و 2011) وفي بطولتين أوروبيتين للترويض (في عامي 2009 و2011). فازت بميداليتين للفريق في بطولة الأحداث القارية. 